# 松浦純
松浦 純（まつうら じゅん、1949年9月1日 - ）は、日本のドイツ文学者。東京大学名誉教授。日本学士院会員。愛知県春日井市出身。

## 来歴
東京都立新宿高等学校を経て、1974年東京大学教養学部教養学科ドイツ分科卒業。1976年同大学院人文科学研究科独語独文学専攻修士課程修了、東大助手、西ドイツテュービンゲン大学留学、1980年東京都立大学人文学部講師、1983年助教授、1985年東京大学文学部助教授、ドイツ語学文学振興会賞受賞、1994年教授、人文社会系研究科教授。2015年定年退任、名誉教授。専門はマルティン・ルター。
1995年ドイツ連邦共和国大統領よりフィリップ・フランツ・フォン・ジーボルト賞受賞。2013年日本学士院賞・恩賜賞受賞。2017年日本独文学会賞受賞。2018年日本学士院会員。

## 著書
- 『十字架と薔薇 知られざるルター』岩波書店 1994年

### 翻訳
- 『ドイツ民衆本の世界 3 ファウスト博士』国書刊行会 1988年